# Carl Bøgh
Carl Henrik Bøgh (3. september 1827 – 19. oktober 1893) var en dansk maler.
Han var søn af skolelærer Hans Henrik Bøgh og hustru Marie Dorothea, f. Møller. Bror til Erik Bøgh (1822-1899). Gift 1863 med Anne Cathrine Sophie Henriette Møller, datter af herredsfoged Niels Møller og hustru Elisa f. Gertner.
Efter at have været soldat i Treårskrigen begyndte han på Kunstakademiet og specialiserede sig i dyrmaleriet. Han udstillede første gang 1854 og fik 1857 den Neuhausenske Præmie for maleriet En Pranger med Heste.
1860-61 var han i udlandet med akademiets rejseunderstøttelse og opholdt sig mest i Paris. I 1870 købte Den Kongelige Malerisamling billedet En Malkeplads og i 1875 En Rensdyrhjord drives til Malkepladsen.
Han var i samtiden en meget populær maler, særligt for sine hjortemotiver og har desuden malet meget i Norge og Sverige.
I 1873 fik han titel af professor.